# Голдманіт
Голдманіт (рос. голдманит; англ. goldmanite; нім. Goldmanit m) — мінерал, ґранат ванадіїстий.

## Загальний опис
Формула: Ca3(V, Fe, Al)2[Si3O12]. Склад у % (з родовища Лагуна, шт. Нью-Мексико, США): CaO — 33,3; V2O3 — 18,3; Fe2O3 –5,4; Al2O3 — 4,9; SiO2 — 36,6. Домішки: MnO, MgO.
Сингонія кубічна.

## Знаходження
Знайдений в ураново-ванадієвому родовищі у темно-сірому пісковику разом з кварцом, слюдою, монтморилонітом і кальцитом. Голдманіт зустрічається у США, Казахстані, Чехії, Франції, на Корейському півострові.